# Ulrico Girardi
Ulrico Girardi (Cortina d'Ampezzo, 3 de julio de 1930-Cortina d'Ampezzo, 8 de junio de 1992) fue un deportista italiano que compitió en bobsleigh. Participó en los Juegos Olímpicos de Cortina d'Ampezzo 1956, obteniendo una medalla de plata en la prueba cuádruple.

## Palmarés internacional
| Juegos Olímpicos | Juegos Olímpicos           | Juegos Olímpicos | Juegos Olímpicos |
| Año              | Lugar                      | Medalla          | Prueba           |
| ---------------- | -------------------------- | ---------------- | ---------------- |
| 1956             | Cortina d'Ampezzo (Italia) | Medalla de plata | Cuádruple        |